# Bevern (Holstein)
Pour les articles homonymes, voir Bevern (homonymie).
Bevern est une commune allemande du Schleswig-Holstein, située dans l'arrondissement de Pinneberg (Kreis Pinneberg), à sept kilomètres à l'est de la ville d'Elmshorn. Bevern fait partie de l'Amt Rantzau qui regroupe dix communes autour de Barmstedt.